# Molophilus (Molophilus) paucispinosus
Molophilus (Molophilus) paucispinosus is een tweevleugelige uit de familie steltmuggen (Limoniidae). De soort komt voor in het Neotropisch gebied.